# Newfane (Vermont)
Newfane er en amerikansk by og administrativt centrum for det amerikanske county Windham County, i staten Vermont. I 2000 havde byen et indbyggertal på 1.680.

## Ekstern henvisning
- Newfanes hjemmeside (engelsk)

42°59′00″N 72°39′30″V / 42.9833°N 72.6583°V